# لنز پاناسونیک لومیکس جی ایکس واریو پی‌زد ۴۵–۱۷۵میلی‌متر
لنز پاناسونیک لومیکس جی ایکس واریو پی‌زد ۴۵-۱۷۵میلی‌متر (به انگلیسی: Panasonic Lumix G X Vario PZ 45-175mm lens) نام لنز دوربین عکاسی از نوع زوم است که توسط شرکت پاناسونیک تولید می‌شود. فاصلهٔ کانونی این لنز ۴۵ تا ۱۷۵ میلی‌متر، دیافراگم آن دارای ۷ تیغه و ضریب اف آن اف ۴٫۰ تا ۵٫۶ است. این لنز در پاییز ۲۰۱۱ میلادی تولید و عرضه شده‌است.